# Зиннхубер, Йоханн
Йоханн Зиннхубер (нем. Johann Sinnhuber; 27 марта 1887 — 23 октября 1979) — немецкий офицер, генерал артиллерии вермахта, кавалер Рыцарского креста Железного креста.

## Биография
Участвовал в Первой мировой войне, отмечен Железными крестами обоих классов. После войны служил в рейхсвере, был командиром и офицером генерального штаба в разных формированиях. Во время Второй мировой войны командовал 28-й пехотной дивизией вермахта под Москвой и в Крыму, в 1943 году назначен командиром 82-го армейского корпуса. В конце войны был командиром линии обороны Гамбург — Бремен.

## Награды
- Железный крест 2-го и 1-го классов (1914)
- Пряжка к Железному кресту 2-го и 1-го классов
- Немецкий крест в золоте (27 августа 1942)
- Рыцарский крест Железного креста (5 июля 1941, генерал-лейтенант)[2][3]